# Кларк Хант
Кларк Кнобель Хант (народився 19 лютого 1965 року) — частковий власник, голова та генеральний директор Національної футбольної ліги Kansas City Chiefs та інвестором-засновником Major League Soccer. Хант є головою Hunt Sports Group, де він керує діяльністю Chiefs, FC Dallas і, раніше, Columbus Crew з MLS. Він є сином засновника Chiefs Ламара Ханта та його другої дружини Норми Хант, а також онуком нафтового магната Х. Л. Ханта.

## Молодість і освіта
Хантув народжений 19 лютого 1965 року. Він є сином Норми і Ламара Хант і внуком нафтовогомагната Х. Л. Хант. Його батько започаткував «Chifes» в 1960 як as the Dallas Texans, як член статуту Американської Футбольної Ліги, і перевів їх до Канзасу за два роки до народження Кларку.
Після закінчення школи Святого Марка в Техасі він закінчив Південний методистський університет у 1987 році, де був капітаном національної футбольної команди SMU і двічі вигравав Всеамериканську Академію. Хант здобув ступінь ділового адміністрування зі спеціалізацією на фінансах.
Хант два роки працював інвестиційним банкіром у Goldman Sachs. Потім він повернувся до Далласа і працював зі своїм батьком.

## Спортивна кар'єра

### Вища футбольна ліга та Візардс
Один із рушійних сил створення Major League Soccer, Хант допомагав своєму батькові керувати Канзас-Сіті Візардс, поки команда, тепер відома як Спортінг Канзас-Сіті, не була продана у 2006 році.
Хант залишається членом ради керуючих ліги та володіє клубом MLS FC Dallas, а раніше володів Columbus Crew до 2013 року

### Почніть з керівників Канзас-Сіті (2005—2008)
У 2005 році Гант був призначений головою ради керівників Канзас-Сіті Після смерті його батька у 2006 році він, його сестра і двоє братів успадкували право власності на Chiefs. Однак Хант є головним керівником франшизи; він представляє начальників на зборах власників і має останнє слово щодо кадрових змін.
Після поразки «Chiefs» від «Нью-Йорк Джетс» у фіналі сезону 2007 року генеральний менеджер «Chiefs» Карл Петерсон оголосив, що він і головний тренер Герм Едвардс повернуться до «Chiefs» у 2008 році Однак Хант відмовився негайно коментувати статус Петерсона. Хант висловився через кілька тижнів і заявив, «Chiefs» були його «пріоритетом № 1» і що «для того, щоб мати найкращі шанси на успіх у 2008 році, мати Карла тут має великий сенс». Хант хотів уникнути приходу нового генерального менеджера з новим головним тренером і почати знову з нуля.
15 грудня 2008 року Хант оголосив про відставку Петерсона з посади генерального менеджера, президента та генерального директора франшизи після закінчення сезону. До цього рішення загальний результат Chiefs під керівництвом Ханта становив 9–24 з 23 грудня 2006 року.
В офіційному пресрелізі зазначено, що Петерсон подав у відставку, але Хант сказав, що розмова тривала протягом сезону. Хант сказав, що його рішення звільнити Петерсона від обов'язків не ґрунтувалося на тому, що сталося минулого дня, коли Chiefs втратили перевагу в 11 очок за останні 73 секунди і були побиті Сан-Дієго з рахунком 22–21, знизивши свій рекорд до 2–12. на сезон. Він також сказав, що доля головного тренера Герма Едвардса буде вирішена після сезону, коли буде найнято нового генерального менеджера. Хант сказав, що він розділить обов'язки, які раніше виконував Петерсон, і матиме когось відповідального за ділову частину та когось іншого за футбол для франшизи.
Хант продовжував свій пошук нового генерального менеджера майже повністю закритим, інструктуючи підлеглих, що тільки він повинен говорити про ситуацію.

### Перемога Columbus Crew (2008)
Під керівництвом Ханта 23 листопада 2008 року Columbus Crew виграв свій перший чемпіонат на Кубку MLS
У 2013 році Hunt Sports Group продала Columbus Crew компанії Precourt Sports Ventures на чолі з Ентоні Прекуртом.

### Перші призначення керівників (2009)
13 січня 2009 року Хант найняв віце-президента команди гравців New England Patriots Скотта Піолі на посаду нового генерального менеджера Chiefs. 23 січня «Chiefs» звільнили головного тренера Германа Едвардса, а 6 лютого його замінили Тодда Гейлі

### Головні сезони (2009—2012)
Перший сезон Хейлі пройшов не дуже добре, але у другому сезоні йому вдалося набагато краще. Хант звільнив Хейлі 12 грудня 2011 року після того, як «Chiefs» склали рекорд 5–8 під час сезону НФЛ 2011 року. Попри те, що команда виграла AFC West за рік до того, як Гейлі змінив координатор захисту Ромео Креннел у середині сезону. Креннел завершив свою роботу  тимчасовим головним тренером з результатом 2–1, включаючи перемогу над раніше непереможним клубом і захист чемпіона Суперкубка (сезон 2011 року "Грін Бей Пекерс "). 9 січня 2012 року Хант призначив Креннела постійним головним тренером команди. 2012 рік «Chiefs» завершили з результатом 2–14, що було найгіршим у лізі, і вперше в історії франшизи «Чіфс» мали першим вибрати на майбутньому драфті. Хант звільнив генерального менеджера Скотта Піолі та головного тренера Ромео Креннела після провального сезону 2012 року.

### Наймання Енді Ріда та Джона Дорсі (2013)
«Філадельфія Іглз» вирішила не продовжувати контракт з головним тренером Енді Рідом після рекорду 4–12, найгіршого за весь час його 14-річного перебування. Він почав використовувати інші можливості головного тренера і був дуже бажаним завдяки своєму успіху. Протягом 13 років у Філадельфії Рейд показав 130–93–1 і 9 разів виходив у плей-офф (включаючи один виступ у Суперкубку). Попри те, що було 8 доступних вакансій головного тренера, Рейд обрав Chiefs, тому що він дуже поважав сім'ю Хантів та Організацію Chiefs. 4 січня 2013 року Хант найняв Рейда на 5-річний контракт. Спочатку Хант збирався надати Рейду повний контроль над усіма футбольними операціями (подібна домовленість до тієї, яка була у Філадельфії), але 13 січня 2013 року Хант найняв Джона Дорсі на посаду генерального менеджера. До цього Дорсі не мав досвіду головного менеджера, але був директором з футбольних операцій у Green Bay Packers, а також працював скаутом у Green Bay. Дорсі та Рейд обидва працювали на Packers з 1992 по 1998 рік, тому вони були добре знайомі один з одним. Хант оголосив, що Рід і Дорсі матимуть рівну участь у футбольних операціях.

### Керівники повертаються до успіху (2013—2017)
У 2013 році «Chiefs» відігралися та фінішували з рахунком 11–5, потрапивши в плей-офф, але програвши «Індіанаполіс Кольтс» у першому раунді плей-офф. Наступного року «Chiefs» не змогли потрапити в плей-офф, але все-таки завершили сезон 2014 року з переможним результатом 9–7. У 2015 році, на третій рік Рейда, «Chiefs» покращили свій рекорд 9–7 і завершили сезон 2015 року з результатом 11–5. У 2015 році «Чіфс» виграли свою першу гру в плей-офф за час перебування Ханта та першу для франшизи з 1993 року, коли вони перемогли «Х'юстон Тексанс» у раунді плей-офф за умовами «уайлд-кард». Однак «Chiefs» програли у другому раунді «Нью-Інгленд Петріотс», завершивши свій сезон. 2016 рік завершили з результатом 12–4, що є найкращим результатом за час перебування Ханта на посаді голови франшизи, і вдруге за час його перебування на посаді виграли AFC West. «Chiefs» програли вдома «Піттсбург Стілерз» у дивізіонному раунді плей-офф НФЛ 2016–17. Хант звільнив генерального менеджера Джона Дорсі 22 червня 2017 року через безгосподарність. Потім він підвищив співдиректора з персоналу гравців Бретта Віча. Chiefs знову виграли AFC West у 2017 році та завершили з результатом 10–6. Вони програли Tennessee Titans у першому раунді плей-офф НФЛ сезону 2017–18.

### Керівництво НФЛ
На додаток до відродження команди на полі, Хант є провідним голосом серед власників НФЛ. У 2019 році Хант був призначений головою впливового Фінансового комітету НФЛ після того, як пропрацював у ньому протягом семи років. Хант є членом і колишнім головою Міжнародного комітету НФЛ, а також входить до Виконавчого Комітету Правління (ВКП) і Комітету з особистої поведінки. Хант зіграв важливу роль у забезпеченні колективного договору НФЛ у 2011 році, і він був одним із шести членів Комітету НФЛ з можливостей Лос-Анджелеса.